# サレハルド-イガルカ鉄道

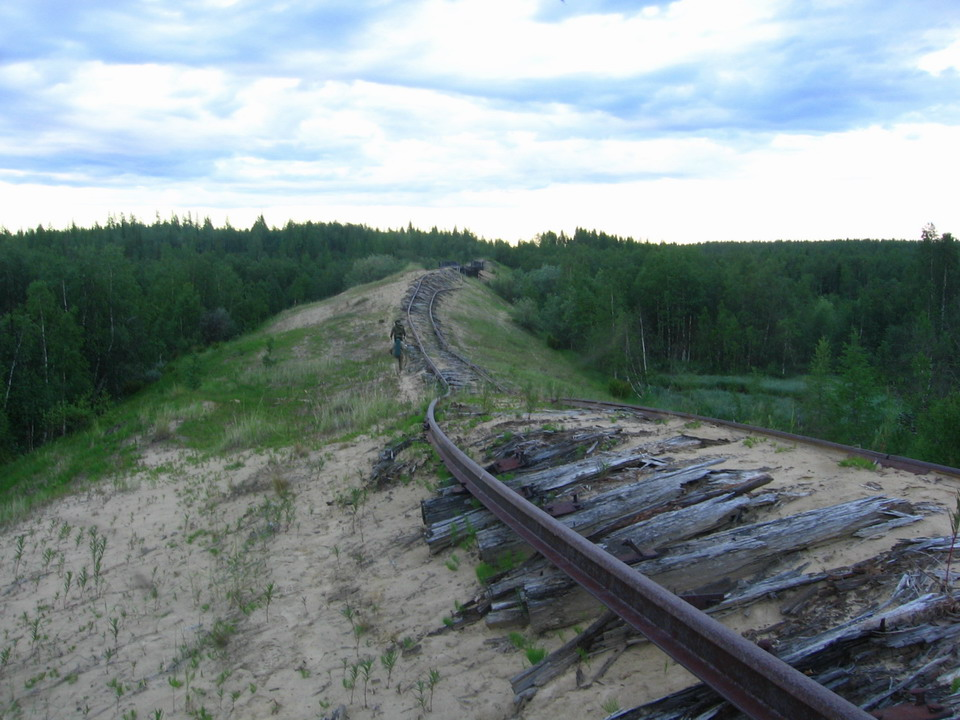
サレハルドとナディムの間の鉄道

Северный широтный ход計画を含む概略地図

サレハルド-イガルカ鉄道（サレハルド-イガルカてつどう、Трансполярная магистраль、ラテン文字転記例 Transpolyarnaya Magistral、極地横断本線）は、スターリンの鉄道など様々な別名で呼称される、シベリア北部で未完成に終わった1,524ミリメートル広軌の鉄道である。ソビエト連邦のグラグ（強制収容所）の体制により、1947年からヨシフ・スターリンが1953年に死去するまで建設プロジェクトが推進された鉄道であった。ソビエト連邦の領土最東端まで、北部シベリアを横断する鉄道を建設するスターリンのグランドデザインの一環として、オビ川から建設開始した「501鉄道」と、エニセイ川から建設開始した「503鉄道」という2つのグラグによるプロジェクトによって建設が推進された。
イガルカからサレハルドまで計画されていた経路は1,297キロメートルに及んだ。プロジェクトはもっぱら囚人労働力、特に政治犯の労働力によって遂行され、多数が死んだとされる。
ナディム川東岸にあるノヴィ・ウレンゴイとナディムの間で再建された鉄道は営業中であり、同様にラビトナンギから、ヴォルクタへの鉄道へ連絡する最西端の区間も運行されている。サレハルドとナディムを結ぶ区間は再建が計画されており、ラビトナンギにおいてロシアの他の鉄道網へとつなぐために、サレハルドからオビ川を渡る新しい鉄道橋も計画されている。ナディムからパンゴディまでの区間も再建が計画されている。

## 目的
この鉄道の目的は3つあった。まず近隣のノリリスクからのニッケルの出荷を促進すること、戦後の何千人もの囚人たち用の労働需要を作り出すこと、そしてイガルカとサレハルドの水深の深い海港を西部ロシアの鉄道網と結びつけることであった。ソ連の産業は第二次世界大戦中にシベリア西部に移転していたため、北極海の港に補給物資を送るために、北に流れる川を利用することに戦略的な利点があるとみなされていた。サレハルドはオビ川に面しておりノボシビルスクやオムスクの下流にあたり、イガルカはエニセイ川に面しており、クラスノヤルスクやイルクーツク、そしてバイカル湖周辺の山岳地帯の下流にあたっていた。

## 歴史

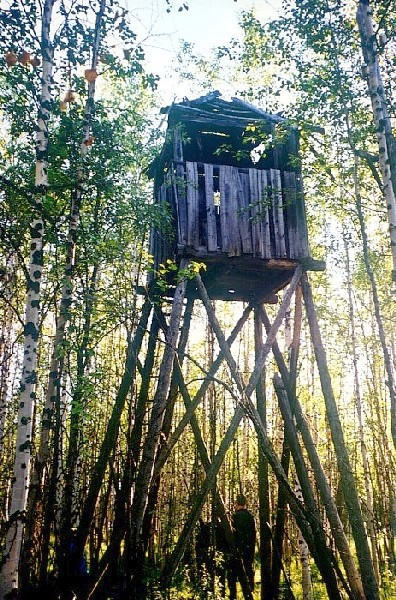
第503労働収容所の監視塔、トゥルハンスク近郊

帝政ロシアやその後1930年代の急速な工業化中のソビエト連邦の鉄道網の建設には、囚人労働力が用いられた。
サレハルド-イガルカ鉄道の建設は、ヴァシリ・バラバノフ大佐の指揮下に1949年夏に開始された。第501労働収容所はサレハルドから東へ工事を進め、一方第503労働収容所はイガルカから西へ工事を進めた。計画では単線の鉄道に28の駅と106か所の待避線を設けることになっていた。幅2.3キロメートルのオビ川、幅1.6キロメートルのエニセイ川を渡る橋を架けることは不可能であるとされた。夏には鉄道連絡船が運航され、冬には凍結した川の上に特別に強化された枕木を用いた線路を敷設して列車を運行した。
1955年のCIAの報告書が建設方法を詳細に記している。鉄道の経路が測量されたのち、湿地帯に丸太道が建設された。これが何層もの粗朶と、ダンプカーで運ばれた砂で交互に覆われた。20センチメートルの厚さのバラストがこの砂の上に置かれ、さらに追加の砂がこの上に置かれた。枕木はこの上に置かれていた。沼地を避けることに重点を置いたため、鉄道路線には非常に曲線が多かった。
このプロジェクトには、8万人から12万人の囚人がかかわったと推定されている。冬には建設工事は酷寒と永久凍土層、食糧不足に妨げられた。夏になると地面は泥沼と化し、病気に悩まされ、蚊やブヨ、昆虫、アブなどの襲来にさらされた。技術的には、永久凍土地帯に建設する技術問題、貧弱な補給体制、厳しい工期に重機類の極度の不足といった問題を抱えていた。結果として、築堤はゆっくりと湿地帯に築かれ、水によって浸食されていった。資材不足も影響した。戦争で荒れ果てた地域で被害を受けた1メートルの長さのレールを持ってきて溶接してつなぎ、10メートルの長さにして使っていた。
プロジェクトが進捗するにつれて、実際のところこの鉄道の需要は少ないことが明らかになってきた。1952年には当局がプロジェクトの進捗速度を緩めることを認めた。1953年にスターリンが死去すると、建設は中断された。合計で698キロメートルの鉄道が、公式には2億6000万ルーブルを費やして完成したとされたが、後には実際には1953年当時の価格で420億ルーブルかかったと推定されている。これは当時のソ連の資本投資額の2.5パーセントに相当し、1950年当時の100億ドルに相当する。プロジェクトの完成部分は、凍上により急速に破壊されていき、建設中であった部分は構造上の欠陥に見舞われていた。少なくとも11両の機関車と6万トンの資材が放棄され、橋は腐食するか焼け落ちた。しかし、この経路の電話網は1976年まで使用されていた。
サレハルドからナディムまでの約350キロメートルが1950年代から1980年代まで実際に運行されていた。しかし、1990年にこの路線は運行を停止し、鋼材価格の上昇に伴いサレハルドからの最初の92キロメートルの区間は1990年代にレールが撤去されて他の需要に回された。

## 現在の運行と将来への提案
この鉄道のもっとも西の区間である、ラビトナンギから、ヴォルクタへの鉄道に連絡して、ロシアの他の鉄道網全体へとつながる区間が、継続的に営業されてきた唯一の区間である。オビ川を渡ってサレハルドに通じる橋が建設中である。
パンゴディとノヴィ・ウレンゴイの間の区間は、ヤムブルクへの支線とともに、この地域における天然ガス資源の開発に伴い1970年代に再建された。この路線はロシアの他の鉄道網とコロチャイェヴォで接続している。
2000年前後に、イガルカから約220キロメートル離れたノリリスクまで、ニッケルと石油産業のために、おおむね当初の経路に沿って鉄道を建設する議論が始まった。
Северный широтный ходという構想の一環として、2010年3月19日にサレハルドにおいて、サレハルドとナディムを結ぶ区間の鉄道の新しい建設工事が始まったと伝えられている。この区間は2014年までに完成し、2015年までに開通するとされ、またオビ川とナディム川を渡る鉄道道路併用橋も完成して、両端で既存のロシア鉄道網と接続するとされた。
サレハルド-ナディム線の再建は、2016年現在では、2018年-2022年の間に見込まれている。